# Diesel (Modelabel)

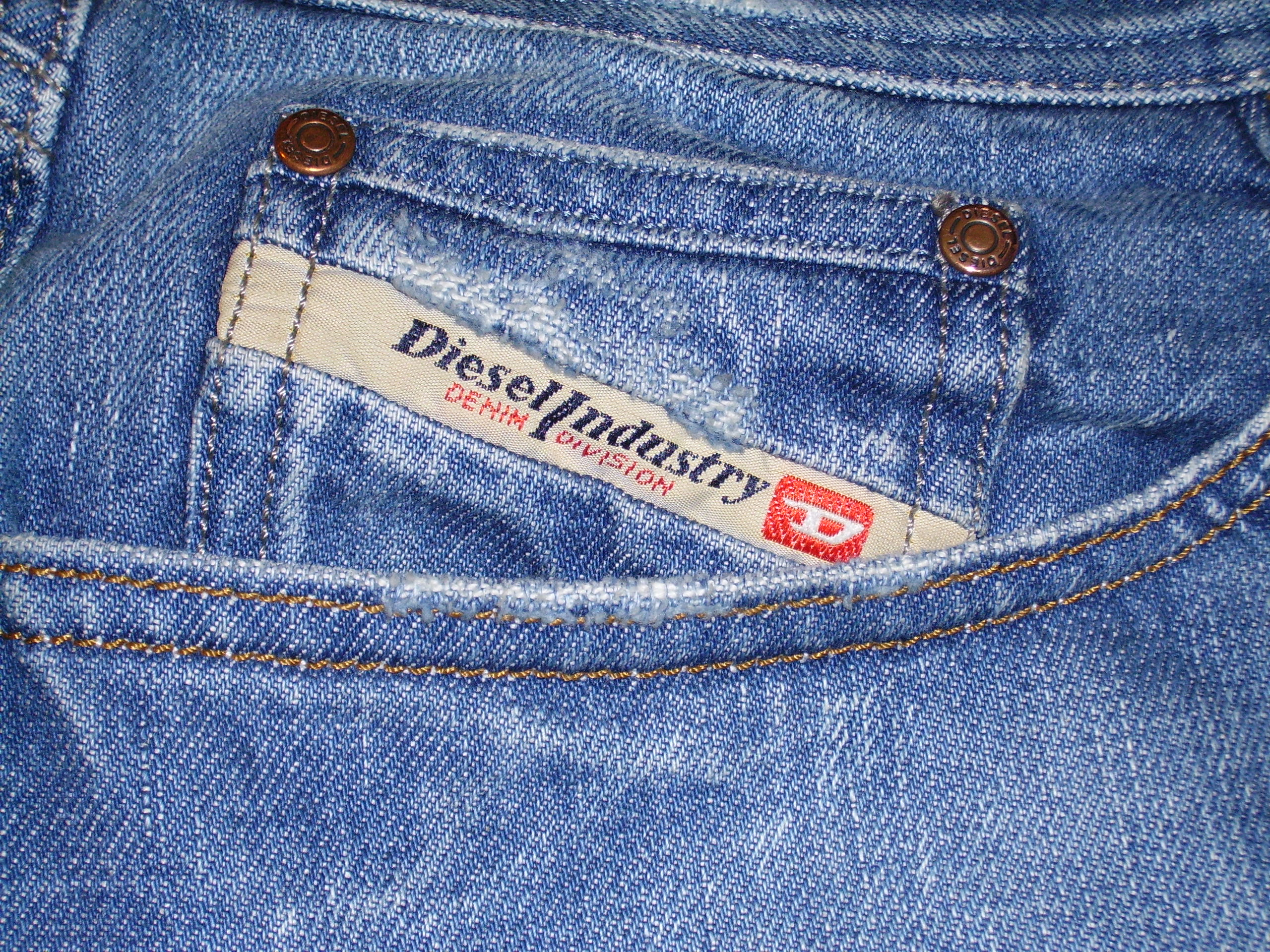
Schriftzug „Diesel Industry“ auf der Tasche einer Jeanshose

Die Diesel S.p.A. ist ein italienisches Modeunternehmen mit Sitz in Breganze.
Der Italiener Renzo Rosso kaufte im Jahr 1978 mit finanzieller Unterstützung seines Vaters einen 40-%-Anteil an dem Textilunternehmen Moltex des italienischen Jeans-Unternehmers Adriano Goldschmied und benannte es 1979 in Diesel um. Die erste Herrenkollektion mit Schwerpunkt Denim wurde im gleichen Jahr auf den Markt gebracht. Sitz der Firma war zunächst Molvena; 2002 zog das Unternehmen in den Nachbarort Breganze um. Den Namen wählte Rosso, da er in allen Sprachen gleich ausgesprochen wird und es der „ultimative“ Treibstoff der modernen Welt war. 1985, als der Jahresumsatz die 5 Millionen US-Dollar Marke überschritt, bezahlte Rosso Goldschmied mit 500.000 Dollar aus. 1989 kam Damenmode zum Diesel-Portfolio hinzu und der Jahresumsatz belief sich auf 130 Millionen US-Dollar. In den späten 1980er und frühen 1990er Jahren war das Modell Saddle, eine weit geschnittene 5-Pocket-Jeans mit engem Fußabschluss, der Verkaufsschlager unter den Diesel-Jeans.
1994 wurde die jugendliche Kollektion 55DSL etabliert, die allerdings 2015 in die Diesel-Hauptkollektion integriert und damit eingestellt wurde. Die ersten Flagshipstores der Marke Diesel eröffneten 1996 in den Modemetropolen New York, Rom und London. 1997 ging der erste Diesel-Onlineshop online. 2007 kam die höherpreisige Diesel Black Gold Kollektion für Damen und Herren zum Sortiment hinzu.
Heute ist Diesel in mehr als 80 Ländern mit über 5.000 Verkaufsstellen vertreten, darunter mit ca. 400 eigenen Diesel-Boutiquen.
Seit Sommer 2013 ist der ehemalige Stilist von Lady Gaga und Chef-Designer bei Thierry Mugler, Nicola Formichetti, als künstlerischer Direktor für die gesamte kreative Ausrichtung der Modemarke verantwortlich. Zuvor hatte es die Position des Chefdesigners bei Diesel nicht gegeben.
Bekannt geworden ist die Marke vor allem auch für ihre provokante, ironische Kommunikation: Im Laufe der Jahre haben die Diesel-Kampagnen nicht nur schockiert, belustigt und Staunen hervorgerufen, sondern wurden auch mit Preisen bedacht. 1991 war die langjährige For-successful-living-Kampagne lanciert worden. 1995 zeigte das „Kissing Sailors“ Werbemotiv den Kuss zweier Männer.
Diesel ist ein Tochterunternehmen von Rossos 2002 gegründeter Familien-Holding OTB - Only the Brave, zu der neben Diesel auch Maison Margiela (seit 2002), Viktor & Rolf (seit 2008), Brave Kid (Kindermodenhersteller, seit 2011), Marni (seit 2012) und Staff International gehören. Letztere ist eine bereits im Jahr 2000 von Rosso erworbene italienische Produktions- und Vertriebsfirma, die in Lizenz für Designermodemarken wie Vivienne Westwood (seit 1989), Dsquared2 (seit 2000), Marc Jacobs (Herrenmode von 2008 bis 2017), die französische Modemarke Koché (seit 2019) oder Just Cavalli (seit 2011) Kollektionen herstellt und zum Teil auch vertreibt. Im März 2021 kaufte OTB die Modemarke Jil Sander.
Der Umsatz von OTB belief sich 2013 auf 1,57 Milliarden Euro, wovon 70 % durch die Marke Diesel generiert wurden. Renzo Rosso ist Präsident der OTB-Holding. Sein Sohn Stefano wurde 2013 neben Riccardo Stilli als zweiter CEO berufen. Rossos Sohn Andrea ist seit 2014 Chef der Diesel-Lizenzen (Creative Director of Licensing). CEO von Diesel wurde 2013 der ehemalige Bulgari-CEO Alessandro Bogliolo. CEO von Staff International ist Ubaldo Minelli. Nicola Formichetti, der ehemalige Stylist von Lady Gaga und Kreativdirektor von Mugler wurde 2013 künstlerischer Leiter von Diesel.
Bogliolo wechselte 2017 als Vorstandschef zu Tiffany & Co. Formichetti verließ Diesel 2017, um sich mehr auf sein eigenes Label Nicopandan zu konzentrieren.
Marco Agnolin wurde 2017 neuer CEO. Agnolin hat lange Jahre für Inditex gearbeitet, davon sieben Jahre in Verantwortung für Bershka. Der belgische Designer Glenn Martens wurde im Oktober 2020 zum künstlerischen Leiter ernannt.
2024 setzte OTB 1,75 Milliarden Euro um.